# Bertram Kropac
Bertram „Berti“ R. Kropac (* März 1976 in Fürth) ist ein deutscher Kameramann, Filmemacher und Filmproduzent und gehört seit 2010 zu den Pionieren der S3D und ultrahochauflösenden Bewegtbild-Produktion im deutschsprachigen Raum.

## Leben
Bereits während der Schulzeit am Hardenberg-Gymnasium Fürth interessierte sich Bertram Kropac für die neuesten Techniken, Filmbilder bestmöglich aufzunehmen und sie kreativ nachzubearbeiten. Noch vor dem Abitur erwarb er seine erste professionelle Kamera mit entsprechender Nachbearbeitungsanlage.
Nach erfolgreichem Schulabschluss 1996 arbeitete der Autodidakt unmittelbar als selbstständiger Kameramann und Editor. Auftraggeber waren zunächst privatrechtliche Fernsehsender wie VIVA Deutschland, RTL und Sat.1 für Beiträge in ihren News- und TV-Magazinen. Im Weiteren produzierte Kropac Lehrfilme u. a. zum Thema Wundheilung für Johnson & Johnson und arbeitete für den Bayerischen Rundfunk. Für Adidas, TUI und Siemens realisierte er zunächst Events-Reportagen, ab 1998 kamen höher budgetierte Imagefilme hinzu.
1999 zog Kropac mit seinem kleinen Unternehmen von Nürnberg für drei Jahre nach Berlin. Dort wechselte er von analoger Bildtechnik auf eine durchgängig digitale Produktionsweise und ging anschließend nach Köln. Neben der Produktion von Wirtschaftsfilmen und der Kameraarbeit für TV-Reportagen arbeitete Kropac als Trainer für Digital Betacam und HDCAM; für Sony schulte er zum Beispiel die Leibkameraleute des jordanischen Königshauses und bildete die Kameraleute des kasachischen Fernsehens weiter. Im Jahr 2009 bezog Kropac schließlich das historische Gebäude der Illuminaten in Ingolstadt und produzierte anspruchsvolle Wirtschaftsfilme vor allem für die Audi AG. Im Weiteren hält er Fachvorträge über seine Erfahrungen in der Ultra-HD-Bildgestaltung.
Bertram Kropac hat zwei Kinder und lebt vor allem in München.

## Tätigkeit
Bertram Kropac war zunächst Kameramann für zahlreiche Primetime-Dokumentationen für die ARD, das ZDF, den Discovery Channel und den History Channel sowie für RTL, zudem war er für die Bildgestaltung des 35-mm-Kurzspielfilms Night Train (2000) verantwortlich. Bereits im selben Jahr realisierte Bertram Kropac einen Imagefilm über den ersten SUV des Sportwagenherstellers Porsche: Entwicklung und Design des Porsche Cayenne und setzte damit seinen Ausgangspunkt als Experte für innovative Bewegtbild-Produktion für die Automobilindustrie.
Besonders beschäftigte sich Bertram Kropac mit der neuen S3D-Bildgestaltung sowie dem Ultra High Definition Video in 4K- bis 8K-Auflösung. Für diese Techniken lag die Anwendung zunächst im Premium-Messefilm: auf den über 20 Meter breiten LED Präsentationswänden wurde der Qualitätsunterschied der vollständig am Computer generierten, hochauflösenden Grafiken zum originären Filmbild derart deutlich, dass auch für die Realbildproduktion das Ultra HD Format nötig wurde; im stereoskopischen Bereich zudem mit doppeltem Datenvolumen. Insofern drehte Kropac die Mehrzahl seiner technisch innovativen Filme zunächst für die Industrie, insbesondere für den Volkswagen-Konzern bzw. für Audi: so 2013 die Realisierung des weltweit ersten 3D Messefilms für die Automobilindustrie. Die Premiere des neuen Audi A3, gefahren vom DTM Meister Mike Rockenfeller, erfolgte auf dem Genfer Auto-Salon auf einer 3D-LED-Wand von über 40 m² Größe.
Parallel zur dreidimensionalen Filmtechnik beschritt Berti Kropac den Weg zur Ultra HD Technik bis hin zu 8K-Aufnahmen mit speziellen Kameras sowie Schnittplätzen zur nativen 4K-Postproduktion: Für Sky Deutschland führte Bertram Kropac den ersten Testdreh im zukünftigen Ultra HD Fernsehformat am Beispiel der Bundesligabegegnung des FC Bayern München und Borussia Dortmund am 1. Dezember 2012 durch. Im folgenden Jahr gestaltete er die Ultra HD Bilder zum Audi A8 für die IAA.
Obwohl die Wirtschaftlichkeit der neuen Videotechnik zunächst nur mit Industriefilmproduktionen sicherzustellen war, engagierte sich Berti Kropac als Kameramann weiterhin auch für Fernsehprojekte in den Genre Natur, Abenteuer und Sport. Darunter: So viel lebst Du (2008), 75 Min. für die ARD und für das ZDF im Rahmen von Abenteuer Wissen: CERN – das größte Experiment der Welt zudem im Rahmen der Terra X Expedition ins Unbekannte – wilder Planet: Pulverfass Vesuv sowie Gefahr für Lissabon und 2009: Erdbebenalarm in Tokio. Im folgenden Jahr begleitete er Markus Lanz für die 45-minütige ZDF-Dokumentation Sehnsucht nach Grönland.
In Österreich produzierte Kropac einen 90-minütigen HD-Kinofilm über die erste seilfreie Einzelbesteigung des 270 Meter hohen Supervisors im Pongau durch Harry Berger. Supervisor – Solo im Eis (2011) handelt vom Eisklettern an einem der schwierigsten Wasserfälle der Welt im Gasteinertal. Nach drei Jahren Vorbereitungszeit und in gemeinsamer Regie mit seiner Frau Kerstin beleuchtete Berti Kropac die persönlichen Hintergründe und Motivationen des Bergsteigers Harry Berger und begleitete seine extreme Klettertour hautnah.
Bis Ende 2013 umfasste Kropacs Filmografie als Kameramann an die 20 Fernsehproduktionen. Hinzu kommen mehr als 200 produzierte Wirtschaftsfilme, die auf Fachmessen u. a. in Shanghai, Las Vegas, Detroit, Paris, Genf sowie in Showrooms bzw. unternehmenseigenen Kommunikationskanälen eingesetzt werden.
Anfang 2014 beschäftigte sich Bertram Kropac mit der Herstellung von ultrascharfen 8K-Aufnahmen der sogenannten Big Five in Südafrika.

## Wissenswertes
Der in Supervisor – Solo im Eis porträtierte Bergsteiger Harry Berger
ist nicht identisch mit dem am 20. Dezember 2006 tödlich verunglückten, mehrfachen Weltmeister im Eisklettern Harald Berger.